# Squaloliparis dentatus
Squaloliparis dentatus — вид костистих риб родини Ліпарисові (Liparidae). Риба поширений на північному заході Тихого океану на глибині 190—900 м. Зустрічається в Охотському морі біля берегів Камчатки та острова Хокайдо. Тіло сягає максимально до 35,4 см завдовжки.